# Nippon Golden Network
Nippon Golden Network（ニッポンゴールデンネットワーク）は、アメリカ合衆国で日本人・日系人・日本人観光客・日本語学習者向けに24時間放送している日本語ケーブルテレビ局である。ハワイ州内4島（カウアイ島、オアフ島、マウイ島、ハワイ島）とカリフォルニア州で視聴可能である。略称はNGN。